# ルーメン (解剖学)

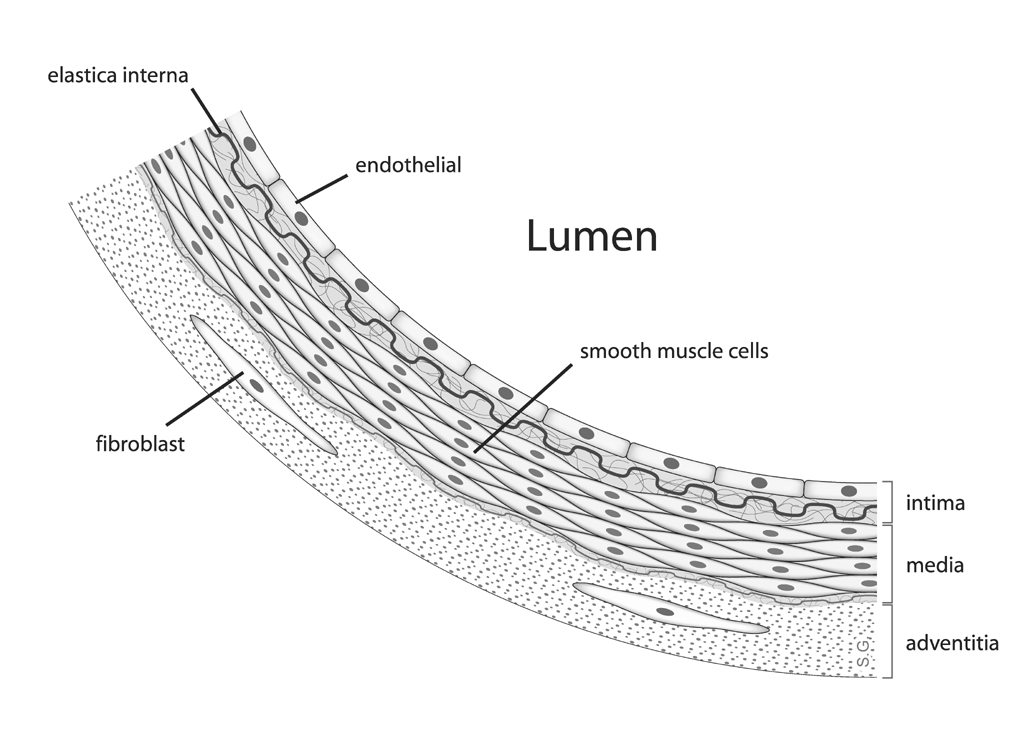
動脈の解剖学。ルーメンは、上部の空間を言う。

腸壁の一般的構造　Gland (e.g. salivary, liver) 分泌腺（例：唾液腺、肝臓）、Muscularis mucosa 粘膜筋板、Submucosa 粘膜下層、Circular muscle 環状筋または輪状筋、Longitudinal muscle 縦走筋、Serosa 漿膜、Lumen 内腔、Peritoneum 腹膜、Mesentery 腸間膜、Brunner's Glands ブルンナー腺、Crypt of Lieberkuhn gland リーベルキューン腺小窩、Tubular gland 管状腺、Villi 絨毛、Mucosa 粘膜
ルーメン（内腔）は真ん中の空間をいう。

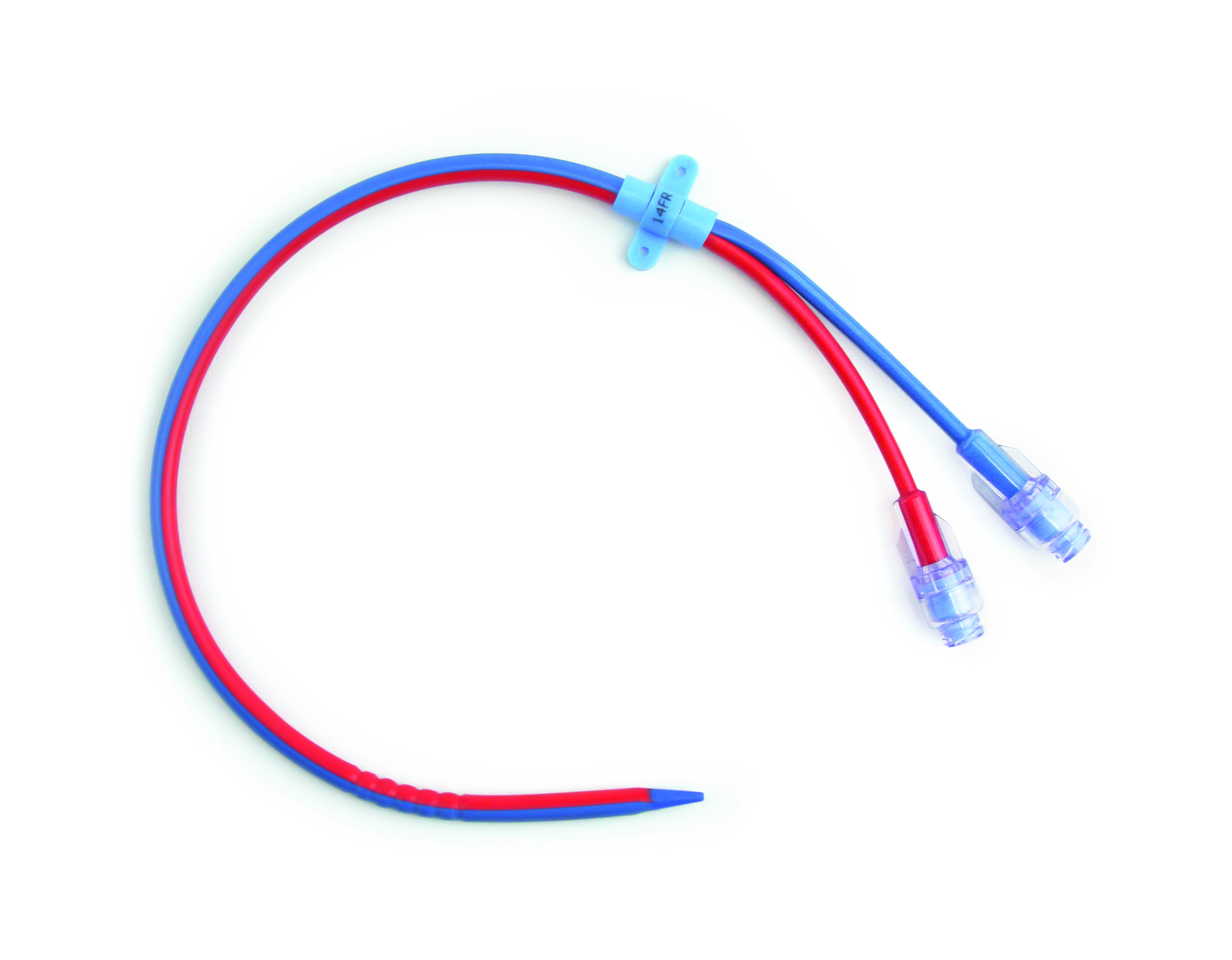
透析用のカテーテル。脱血と返血用に２つのルーメンをもつ。

生物学におけるルーメン（英:lumen、（複数）lumina）とは、動脈や腸などの管の内側の空間のことを言う。広義のルーメンは、小胞体のような細胞構造の内部空間も意味する。管腔構造を持つ医療機器の内腔を意味することもある。

## 参考
1. ↑  Stedman's Medical Dictionary, 24th ed.
2. ↑  “ディスポーザブルトリプルルーメンバルーンカテーテル”. www.info.pmda.go.jp. 2023年2月26日閲覧。
3. ↑  “ブラッドアクセス　ＵＫ−カテーテルキット（トリプルルーメンカテーテル）”. www.info.pmda.go.jp. 2023年2月26日閲覧。